# Ceraticelus tibialis
Ceraticelus tibialis là một loài nhện trong họ Linyphiidae.
Loài này thuộc chi Ceraticelus. Ceraticelus tibialis được Irving Fox miêu tả năm 1891.